# Vorlandbecken
Vorlandbecken sind Sedimentbecken, die Orogenen vorgelagert sind. Sie sind tektonisch bedingt und entstehen im Vorland durch Einsinken eines   kontinentalen Krustenabschnitts vor der Auflast einer heranrückenden orogenen Deckenfront.

## Geschichte
Vorlandbecken, engl. foreland basins, sind mittlerweile seit mehr als 110 Jahren bekannt und wurden auch als solche in der klassischen Geosynklinaltheorie bezeichnet. Kay nennt sie in seiner Arbeit aus dem Jahr 1951 noch Exogeosynklinalen.
In der Plattentektonik wurde dann der Begriff Vorlandbecken 1974 von W. R. Dickinson in der wissenschaftlichen Fachliteratur wieder aufgegriffen und später von C. Beaumont weiter ausgeführt. Er sollte jedoch vom Konzept der Vortiefe (Franz Eduard Suess, 1909), engl. foredeep, wie es von Miall und Bally 1981 benutzt worden war, abgetrennt werden, da die Vortiefe nur einen Teilabschnitt des Vorlandbeckens darstellt.

## Definition

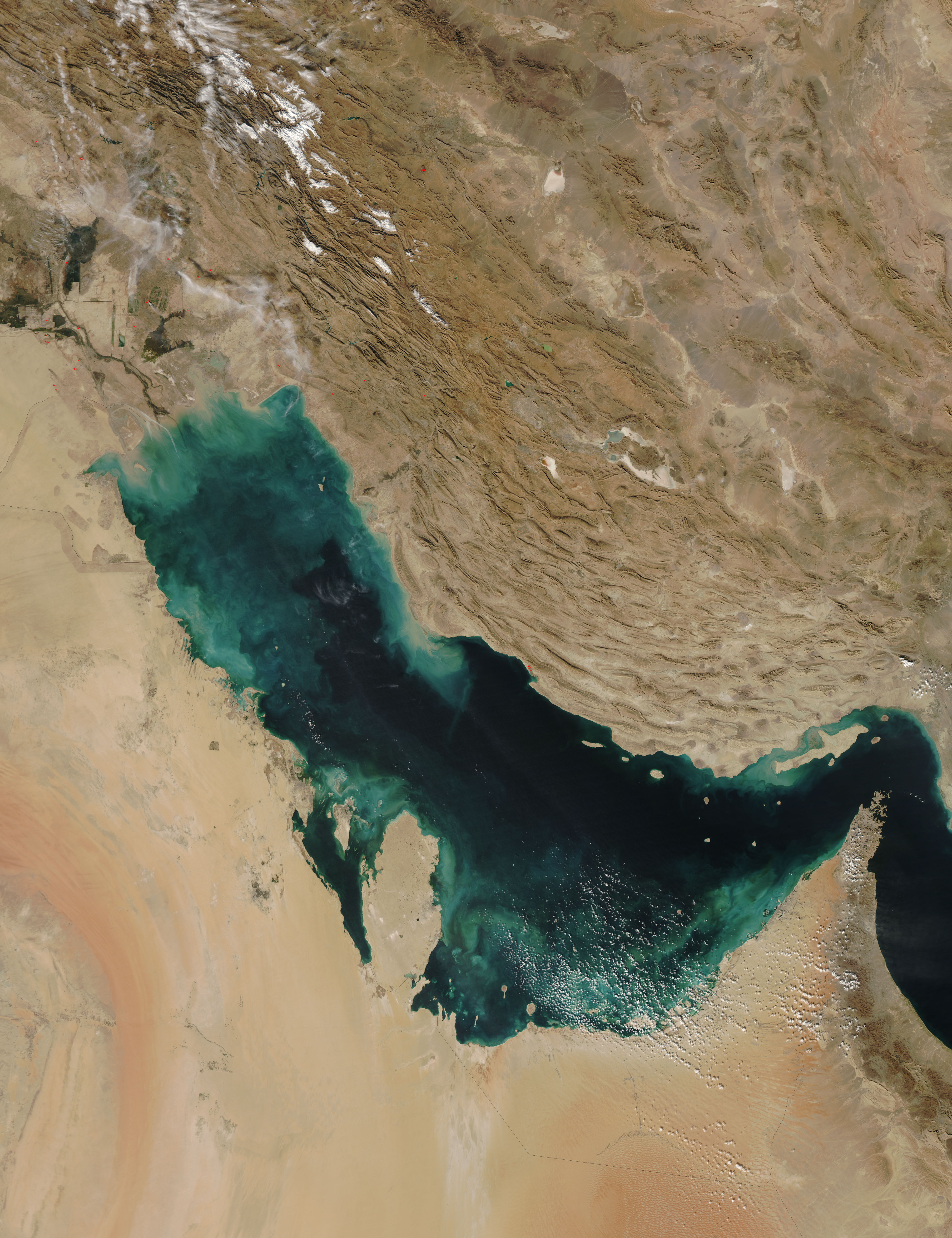
Der Persische Golf, ein peripheres Vorlandbecken

Vorlandbecken sind tektonisch bedingte Lithosphäreneintiefungen am oder relativ nahe am Kontinentalrand. Sie befinden sich auf kontinentaler Kruste, welche im Verlauf einer Kollision subduziert bzw. von einer heranrückenden Orogenfront überfahren oder rücküberschoben wird.

## Beschreibung
Vorlandbecken sind im Querprofil von asymmetrischer Natur, ihre tiefste Stelle haben sie in unmittelbarer Nachbarschaft des aufgeschobenen Faltengürtels bzw. der Überschiebungsfront. Ihre räumliche Lage bleibt jedoch nicht fixiert, sondern wandert mit der Zeit zusehends in Richtung Kontinentinneres.
Vorlandbecken entstehen durch eine Flexur in der kontinentalen Lithosphäre, die auf die Auflast des heranrückenden Orogens zurückzuführen ist. Eine unmittelbare Folge der Lithosphärenflexur ist das Aufbeulen der kontinentalen Kruste hinter ihrem Abknickpunkt. Es entsteht ein so genannter forebulge, der an die Oberfläche auftauchen kann und dann das Vorlandbecken teilt. Kratonwärts vom forebulge liegt der so genannte backbulge, ein recht seichtes Sedimentbecken. In Richtung Orogen folgt die foredeep (Vortiefe) – tiefster Teil des Vorlandbeckens – sowie der etwas seichtere wedge-top, der bereits oberhalb des Akkretionskeiles angesiedelt ist.
Die zeitliche Entwicklung von Vorlandbecken ist somit unmittelbar an das Vorrücken der orogenen Front des entstehenden Gebirges geknüpft. Manche Becken können hierdurch in ihrem Aufbau schwer gestört werden oder gar vollständig unter tektonischen Decken verschwinden. Umgekehrt gibt die sedimentäre Abfolge im Vorlandbecken wertvolle Hinweise auf die Entwicklung im Orogen. So lassen sich beispielsweise anhand der Vorlandbeckensedimente (mittels Spaltspuren und Verschlusstemperaturen von Mineralen) Zeit-Temperatur-Druck-Pfade (t-T-p-Pfade) für das Orogen gewinnen.

## Sedimentation in Vorlandbecken
Der Sedimenteintrag in Vorlandbecken erfolgt von zwei sehr unterschiedlichen Abtragungsgebieten (kontinentale Schelfsedimente einerseits und orogener Abtragungsschutt andererseits). Dies hat eine unmittelbare Auswirkung auf die Anordnung der einzelnen Faziesräume innerhalb des Beckens, die sich generell parallel zur Beckenlängsachse ausrichten. Transversale Störungen und Lineamente im unterliegenden Grundgebirge können jedoch dieses etwas simplistische Schema abändern und das Vorlandbecken in mehrere Unterbecken zerstückeln. Bei manchen Vorlandbecken kann der Sedimenteintrag auch seitwärts erfolgen (Beispiel: Zweistromlandniederung – persischer Golf).
Dem Einsetzen der Sedimentation geht oft ein Hiatus voran.
Zeitlich lässt sich der Sedimenteintrag grob in zwei Stadien unterteilen:
ein anfängliches unterfülltes Beckenstadium (engl. underfilled basin) und
ein abschließendes überfülltes Beckenstadium (engl. overfilled basin).
Während des unterfüllten Stadiums kommen meist Turbidite, hemipelagische Tonsteine und Karbonate des Schelfbereichs zur Ablagerung, während des überfüllten Stadiums überwiegen eindeutig kontinentale Molassesedimente. Das Vorlandbecken kann letztendlich vollständig verlanden und mit alluvialen Fächersedimenten verfüllt werden.

## Beckenarten
Vom genetischen Standpunkt aus betrachtet bestehen zwei sehr unterschiedliche Typen von Vorlandbecken:
- Periphere Vorlandbecken.
- Hinter Intrusivbögen gelegene Vorlandbecken.

Periphere Vorlandbecken (engl. peripheral foreland basins) entstehen im Verlauf einer Kontinentalkollision direkt am Kontinentalrand, welcher unmittelbar vor der Orogenfront in einer A-Subduktionszone abtaucht. Bei hinter Intrusivbögen gelegenen Vorlandbecken (engl. retro-arc foreland basins) liegt die Überschiebungsfront hinter einem Bogen magmatischer Intrusivgesteine, der wesentlich weiter im Kontinentinneren angesiedelt ist (Kordillerentypus). Dieser Typus ist an eine B-Subduktionszone gekoppelt, d. h. an eine Kollision mit ozeanischer Kruste, die zur Bildung eines magmatischen Inselbogens führt. Die bereits recht weit im Kratoninneren verlaufende Überschiebungsfront ist mit einer Rücküberschiebung zu vergleichen. Der Retro-Arc-Typus kann zwei sehr unterschiedliche Vorlandbecken aufweisen, einerseits ein sehr flaches, dünnhäutiges Becken, andererseits ein zerbrochenes Becken, das von hochgeschleppten Grundgebirgsblöcken durchsetzt wird. Die dünnhäutigen Becken sind an einen steilen Subduktionswinkel gekoppelt, die zerbrochenen Becken an einen relativ flachen Winkel.

## Beispiele

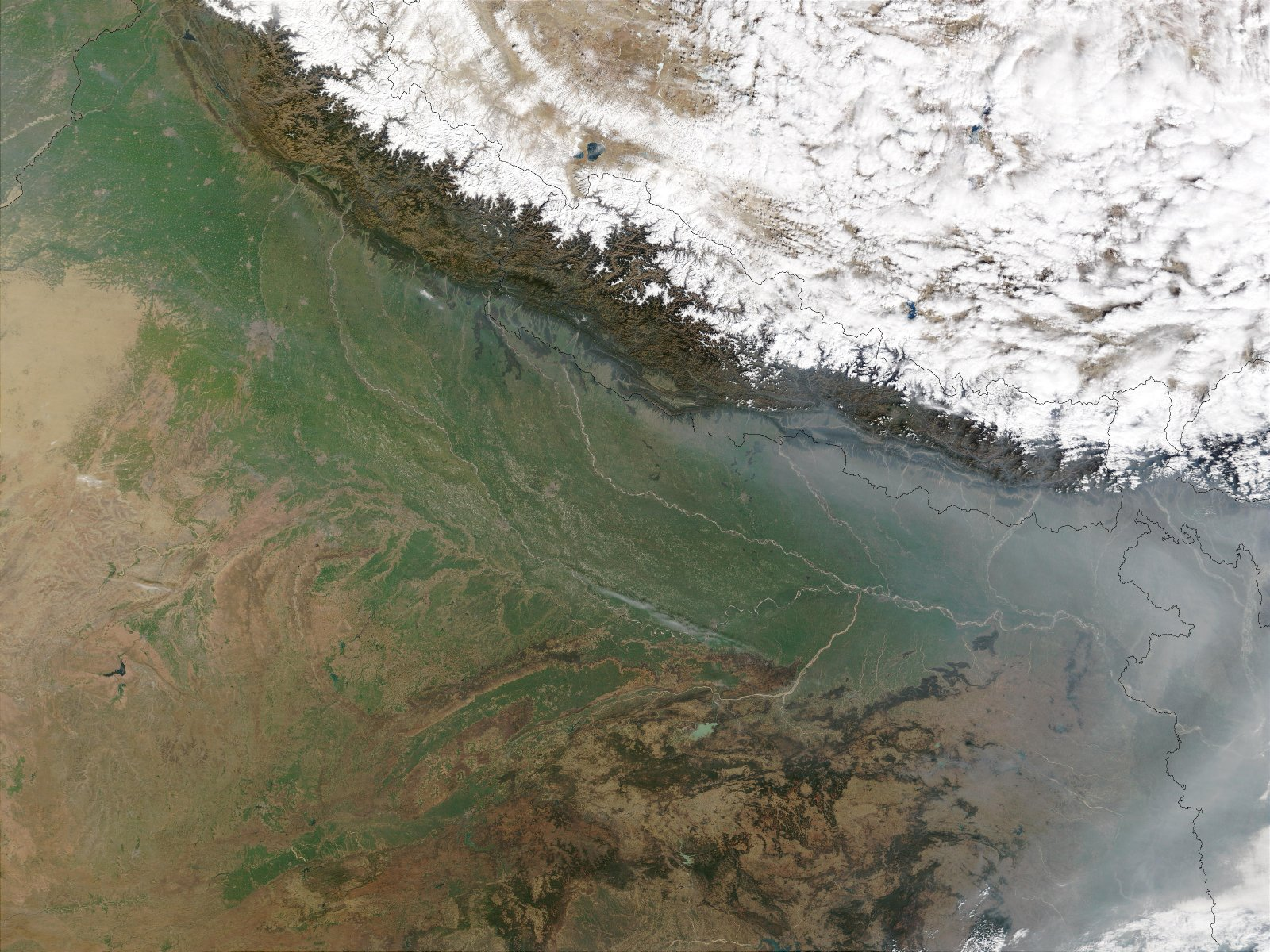
Das Ganges-Vorlandbecken mit dem von Norden überschiebenden Himalaya

Eindrucksvollstes Beispiel für ein peripheres Vorlandbecken ist die Indus-Ganges-Brahmaputra-Niederung im Süden der Himalaya-Überschiebung. Der Himalaya hat sich an mehreren Überschiebungssystemen (Main Boundary Thrust, Main Central Thrust etc.) als Folge der Kontinentalkollision zwischen der Eurasischen Platte und dem Indischen Subkontinent seit dem Mittelmiozän um 18 bis 20 Kilometer herausgehoben, was einer Rate von 70 Zentimeter pro tausend Jahre entspricht. In seinem südlich vorgelagerten Vorlandbecken entstanden die Siwaliks, die aus mehr als 5 Kilometer Sediment bestehen. Kennzeichnend für die Siwaliks ist ihre stete Wanderung nach Süden mit internen Überschiebungen und konstanter Sedimentumlagerung.
Weitere Beispiele für periphere Vorlandbecken sind Mesopotamien und der Persische Golf (Zagrosüberschiebung), das Molassebecken nördlich der Alpen, das Po-Adria-Becken, der Ostkarpatentrog, das Aquitanische Becken und das Ebro-Becken der Pyrenäen.
Beispiele für den Kordillerentypus sind die am Ostrand der Rocky Mountains gelegenen Becken, die später dem Western Interior Seaway Platz machten, sowie die Becken am Andenostrand (die Sierras Pampeanas z. B. sind ein zerbrochenes Becken).
In paläozoischen Vorlandbecken kamen der Untere Old Red Sandstone des südwestlichen Großbritanniens, das Silur-Karbon der zentralen Appalachen, das Oberkarbon des mitteleuropäischen Rhenoherzynikums und möglicherweise auch das Oberkarbon der Ouachitas zur Ablagerung.